# Moga (onderdistrict)
Moga is een onderdistrict (kecamatan) in het regentschap Pemalang in de Indonesische provincie Midden-Java op Java, Indonesië.

## Verdere onderverdeling
Het onderdistrict Moga is anno 2010 verdeeld in 10 kelurahan, plaatsen en dorpen:
| Plaats code | Naam kelurahan, plaatsen en dorpen | Inwoners in 2010 |
| ----------- | ---------------------------------- | ---------------- |
| 001         | Plakaran                           | 4.155            |
| 002         | Mandiraja                          | 5.276            |
| 003         | Walangsanga                        | 6.523            |
| 004         | Sima                               | 11.026           |
| 005         | Banyumudal                         | 15.396           |
| 006         | Moga                               | 8.060            |
| 007         | Wangkelang                         | 2.271            |
| 008         | Kebanggan                          | 1.753            |
| 009         | Pepedan                            | 1.644            |
| 010         | Gendowang                          | 6.328            |